# Amphisbaena fuliginosa
Amphisbaena fuliginosa är en ödleart som beskrevs av Carl von Linné 1758. Amphisbaena fuliginosa ingår i släktet Amphisbaena och familjen Amphisbaenidae.

## Underarter
Arten delas in i följande underarter:
- A. f. fuliginosa
- A. f. varia
- A. f. amazonica
- A. f. bassleri
- A. f. wiedi

## Bildgalleri

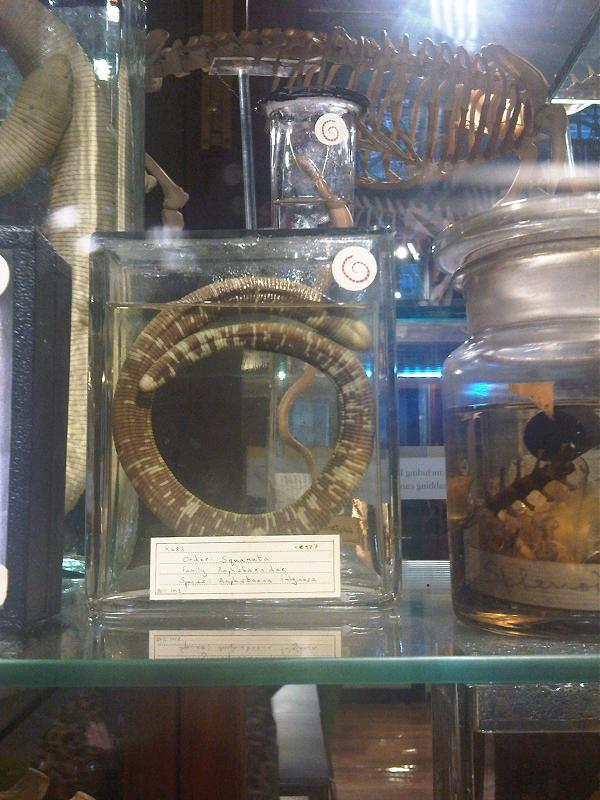